# Армейская группа Кемпфа (Курская битва)
Арме́йская группа Ке́мпфа (сокращённо АГ «Кемпф», нем. Armeeabteilung Kempf или Armee-Abteilung Kempf) — оперативное объединение войск вермахта, входившее в группу армий «Юг». АГ «Кемпф» принимала активное участие в Курской битве, действуя на Белгородско-Курском направлении.
С 5 июля 1943 года АГ «Кемпф» наносила вспомогательный удар от Белгорода на Корочу на южном фасе Курской дуги. Однако силами противостоящей ей советской 7-й гвардейской армии генерала М. С. Шумилова АГ «Кемпф» была обескровлена и не выполнила поставленные перед ней задачи, добившись лишь незначительного вклинения в советскую оборону.
Вернер Кемпф являлся командующим группировкой всё время её существования за исключением последней недели. 15 августа 1943 года Вернер Кемпф был снят с должности и заменён генералом от инфантерии Отто Вёлером (нем. Otto Wöhler). Через неделю, 22 августа 1943 года, остатки соединений и частей АГ «Кемпф» вошли в формирующуюся 8-ю армию, командующим которой стал Отто Вёлер.
В статье приводятся соединения, входившие в АГ «Кемпф» в ходе боёв на Курской дуге. Соответственно, временные рамки, в которых прослеживается судьба соединений, — с 5 июля 1943 года (начало немецкой наступательной операции «Цитадель») по 30 августа 1943 года (окончание советской наступательной операции «Полководец Румянцев» и освобождение Харькова).
В ходе наступательных и оборонительных боёв немецкие войска активно оперировали полками танковых и пехотных дивизий, используя такие полки практически как отдельные бригады и усиливая их по необходимости дополнительными соединениями дивизионного, корпусного и армейского подчинения. Формальная принадлежность дивизии к определённому корпусу не гарантирует нахождения боевых порядков дивизии только в зоне ответственности корпуса (см. например 198-ю пд 11-го АК). Это следует учитывать при изучении боевых сводок и сравнивая их с приведёнными штатными составами соединений.
Из-за тяжёлых потерь и военных неудач в ходе боевых действий летом 1943 года в командном составе группировки было много замен на место убитых, раненых и снятых с должности. В списке командиров соединений первыми указываются лица, командовавшие данным соединением на 5 июля 1943 года и в звании, которое они на тот момент имели. Для последующих командиров указывается то звание, которое они имели на момент принятия командования соединением. При этом используются российские эквиваленты воинских званий, если таковые имеются, в том числе: Oberst — полковник, Oberstleutnant — подполковник, Hauptmann — капитан, Oberleutnant — старший лейтенант.
Использованы доступные фотографии, сделанные в разные годы Второй мировой войны, поэтому видимые знаки отличия и награды могут не соответствовать званию и списку наград на июль-август 1943 года. Случаи, когда точно известно, что фотография сделана в ходе Курской битвы, указываются отдельно.

## 3-й танковый корпус
3-й танковый корпус (нем. III. Panzerkorps) — одно из ключевых соединений, входящих в группировку. Командир — генерал танковых войск Герман Брайт (нем. Hermann Breith).
Корпус принимал активное участие в операции «Цитадель», прикрывая отход частей вермахта от Белгорода к Днепру.

### 6-я танковая дивизия

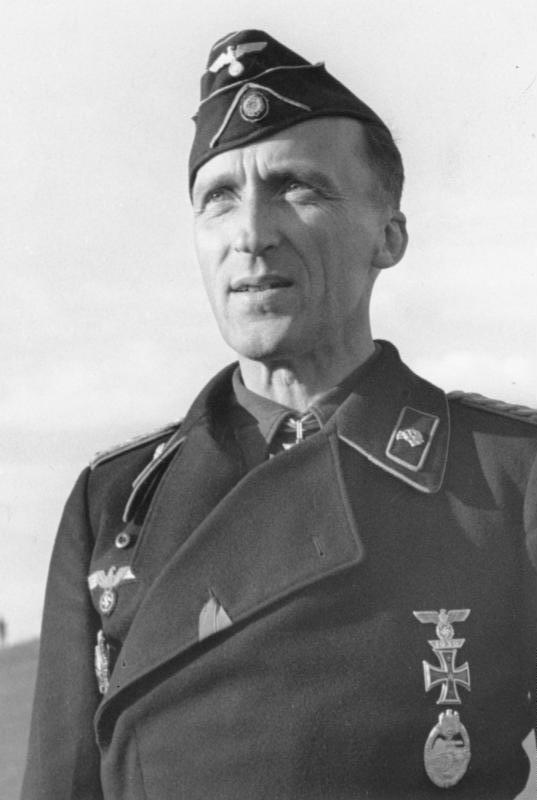
Вальтер фон Хюнерсдорф

Генерал-майор Вальтер фон Хюнерсдорф (нем. Walther von Hünersdorff)

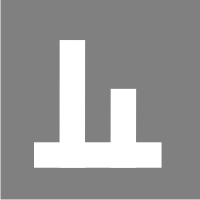
Маркировка техники 6-й тд в Курской битве

13 июля дважды ранен, утром (в результате ошибочной бомбардировки штаба дивизии немецкой авиацией, несмотря на ранение остался в строю) и в полдень (смертельное ранение в голову снайпером). Скончался 17 июля в полевом госпитале в Харькове.
Временное командование дивизией принял полковник Мартин Унрайн (нем. Martin Unrein).
На следующий день, 14 июля, командование принял полковник Вильгельм Кризолли (нем. Wilhelm Crisolli).
В целом после боёв 12-13 июля дивизия уже не представляла значимого боевого соединения. Оставшаяся техника и личный состав использовались как боевая группа в составе 11-го АК.
21 августа, при формировании соединений 8-й армии, остатки дивизии (6 исправных танков) вошли в менее пострадавшую 3-ю танковую дивизию. В тот же день командование этим новым соединением принял полковник Рудольф фон Вальденфелс (Rudolf Freiherr von Waldenfels).

### 7-я танковая дивизия
генерал-майор Ханс фон Функ (Hans Freiherr von Funck).
17 августа выведен в командный резерв.
Несколько дней и. о. командира дивизии был полковник Вольфганг Глеземер (Wolfgang Gläsemer).
20 августа командиром дивизии назначен генерал-майор Хассо-Эккард фон Мантойфель (Hasso-Eccard von Manteuffel).

### 19-я танковая дивизия
генерал-лейтенант Густав Шмидт (Gustav Schmidt)
К 7 августа большая часть дивизии вместе со штабом были окружена в районе Берёзовки. Желая избежать плена, генерал-лейтенант Шмидт покончил с собой.
Избежавшие окружения соединения дивизии возглавил полковник Ханс Кельнер (Hans Källner).
Дивизия осталась в списке частей вермахта, была сформирована заново и участвовала в боях вплоть до капитуляции, однако в отношении Курской битвы после 7 августа интереса не представляет.

### Части корпусного подчинения

#### 54-й реактивный артиллерийский полк (Werfer-Regiment 54)
полковник Генрих Дитрих (Heinrich Diedrich)
В августе 1943 (дата требует уточнения) полковник Вальтер Хенш (Walter Hänsch).
3 трёхбатарейных дивизиона, 2 батареи Panzerwerfer и 7 батарей Nebelwerfer.

#### 228-й штурмовой артиллерийский дивизион (Sturmgeschütz-Abteilung 228)
капитан Вильгельм Ханс-Йоахим фон Малаховски (Wilhelm Hans-Joachim von Malachowski)
Три штурмовые роты, 31 САУ (22 StuG III и 9 StuH 42)

#### 503-й тяжёлый танковый батальон (schwere Panzer-Abteilung 503)
капитан Клеменс-Генрих фон Кагенек (Clemens-Heinrich Graf von Kageneck)
8 июля фон Кагенек был тяжело ранен (вернулся в строй только в октябре 1943 года)
С 8 июля батальоном командовал капитан Ханс-Юрген Бурместер (Hans-Jürgen Burmester).
Три танковые роты, 45 танков PzKpfw VI «Тигр», 14 в каждой роте и 3 при штабе батальона. В начале наступления использовался раздельно, по одной роте, приданной каждой танковой дивизии: 1-я рота — 6-я тд, 2-я рота — 19-я тд, 3-я рота — 7-я тд.
17 июля батальон был переподчинён 11-му корпусу Рауса, но продолжал действовать с танковыми дивизиями 3-го ТК.
24 июля вошёл в боевую группу Беке (Kampfgruppe Bäke) из батальона «Тигров» и батальона «Пантер».
1 — 7 августа оборонительные бои под Белгородом в составе 11-го корпуса.
12 августа батальон был переподчинён дивизии СС «Рейх».

#### Прочие соединения
- 612-й артиллерийский полк особого назначения (Artillerie-Regiment z.b.V. 612)
- 2-й дивизион 62-го артиллерийского полка (II / Artillerie-Regiment 62)
- 2-й дивизион 71-го тяжёлого гаубичного артиллерийского полка (II / Artillerie-Regiment 71)
- 857-й тяжёлый артиллерийский дивизион (schwere-Artillerie-Abteilung 857)
- 99-й и 153-й зенитные артиллерийские полки (Flak-Regiment 99, 153)
- 601-й и 674-й сапёрные полки (Pionier-Regiment 601, 674)
- 70-й, 127-й (без одной роты) и 651-й сапёрные батальоны (Pionier-Bataillon 70, 127, 651)
- 531-й и 925-й мостостроительные батальоны (Brücken-Bau-Bataillon 531, 925)
- понтонные колонны (Brückenkolonnen, обычно сокращённо Brüko)
- ремонтные и иные тыловые службы корпуса

## 11-й армейский корпус
Генерал танковых войск Эрхард Раус (Erhard Raus)
Название соединения к началу операции «Цитадель» и до 20 июля — Резерв Главного командования особого назначения Рауса (Generalkommando z.b.V. Raus).

### 106-я пехотная дивизия
генерал-лейтенант Вернер Форст (Werner Forst)

### 168-я пехотная дивизия
генерал-лейтенант Вальтер Шаль де Больё(Walter Chales de Beaulieu)

### 198-я пехотная дивизия
генерал-лейтенант Ханс-Йоахим фон Хорн (Hans-Joachim von Horn)
К началу наступления передана 11-му корпусу из 57-го корпуса 1-й ТА. По не совсем понятным причинам несправедливо «забытая» дивизия, практически все онлайновые источники не упоминают её в составе АГ «Кемпф».
Некоторые источники перечисляют её в соединениях 3-го ТК. Формально 198-я пд была и оставалась частью 11-го корпуса, однако 11 июля её 429-й полк был передан понёсшей тяжёлые потери 19-й тд 3-го ТК.

### 320-я пехотная дивизия
полковник (с 1 августа генерал-майор) Курт Рёпке (Kurt Röpke)
20 августа поставлен командовать 46-й пехотной дивизией 40-го АК 1-й ТА.
С 20 августа командование дивизией принял генерал-майор Георг-Вильгельм Постель (Georg-Wilhelm Postel).

### Части корпусного подчинения

#### 52-й реактивный артиллерийский полк
подполковник Эмсман (Emsmann)
3 трёхбатарейных дивизиона, 2 батареи Panzerwerfer и 7 батарей Nebelwerfer.

#### 393-я штурмовая артиллерийская батарея (Sturmgeschütz-Batterie 393)
старший лейтенант Отто Генсике (Otto Gensicke)
12 САУ StuG III

#### 905-й штурмовой артиллерийский дивизион
Три штурмовые роты, 32 САУ (23 StuG III и 9 StuH 42).

#### Прочие соединения
- 2-й дивизион 54-го артиллерийского полка (II / Artillerie-Regiment 54 RSO)
- 1-й дивизион 77-го артиллерийского полка (I / Artillerie-Regiment 77 RSO)
- 1-й дивизион 213-го артиллерийского полка (I / Artillerie-Regiment 213 RSO)
- 4-й, 7-й и 48-й зенитные артиллерийские полки (Flak-Regiment 4, 7, 48)
- 31-й корректировочный дивизион (Beobachter-Abteilung 31)
- 18-й резервный сапёрный полк (Pionier-Regiment z.b.V. 18)
- 52-й сапёрный батальон (Pionier-Bataillon 52)
- 246-й дорожно-строительный батальон (Straßen-Bau-Bataillon 246)
- 923-й мостостроительный батальон (Brücken-Bau-Bataillon 923)
- понтонные колонны (Brückenkolonnen, обычно сокращённо Brüko)
- ремонтные и иные тыловые службы корпуса

## 42-й армейский корпус
генерал от инфантерии Франц Маттенклот (Franz Mattenklott)
Написание части XXXXII. Armeekorps в немецких документах, XLII. Armeekorps в большинстве послевоенных англоязычных работ.
42-й корпус, входивший в состав АГ «Кемпф», активного участия в операции «Цитадель» не принимал, за исключением демонстративных действий в первый день наступления 5 июля 1943 года. В тот же день артиллерия корпуса, сконцентрированная на его северном фланге, поддерживала наступление частей 11-го корпуса. Задачей корпуса на время операции «Цитадель» являлась оборона по Северскому Донцу от противостоящих соединений Воронежского и Юго-Западного фронтов.
Во многих источниках утверждается, что 22 июня командующим корпусом стал Антон Достлер. Эта ошибка вызвана упомянутым выше разнобоем в написании номеров немецких частей. Маттенклот был и оставался командующим корпусом, однако перед началом операции он получил краткосрочный отпуск. На время его отсутствия до 3 июля обязанности командующего исполнял Достлер, параллельно со своими прямыми обязанностями командующего 7-м армейским корпусом.

### 39-я пехотная дивизия
генерал-майор Максимилиан Хюнтен (Maximilian Hünten)
Заменив подорвавшегося на мине и погибшего 15.05.1943 генерал-лейтенанта Людвига Лёвенека (Ludwig Löweneck), Максимилиан Хунтен так и не был утверждён приказом, оставаясь всё время в должности и. о. командира дивизии. Из-за этого некоторые источники ошибочно указывают уже мёртвого Лёвенека как командира дивизии во время операции «Цитадель».

### 161-я пехотная дивизия
генерал-лейтенант Карл-Альбрехт фон Гроддек (Karl-Albrecht von Groddeck)
28 августа 1943 года тяжело ранен осколками бомбы, впоследствии скончался в госпитале в Бреслау.

### 282-я пехотная дивизия
генерал-майор Вильгельм Колер (Wilhelm Kohler)
15 августа выведен в командный резерв.
С 15 августа и. о. командира дивизии полковник Герман Френкинг (Hermann Frenking), впоследствии утверждён в должности командира дивизии.

### Части корпусного подчинения

#### 560-й тяжёлый противотанковый артиллерийский дивизион (schwere Panzerjäger-Abteilung 560)
45 противотанковых САУ Hornisse (14 в каждой из трёх рот и 3 при штабе дивизиона)

#### 663-й тяжёлый армейский противотанковый артиллерийский дивизион (schwere Heeres-Panzerjäger-Abteilung 663)
батареи 88-мм Pak 43
Название части до 19 июля — schwere Heeres-Panzerjäger-Abteilung C

#### Прочие соединения
- 107-я группа корпусной артиллерии (Artillerie-Kommandeur 107, сокр. Arko 107)
- 2-я батарея 800-го тяжёлого артиллерийского дивизиона (II / schwere Artillerie-Abteilung 800)
- 77-й зенитный артиллерийский полк (Flak-Regiment 77)
- 13-й корректировочный дивизион (Beobachter-Abteilung 13)
- 620-й горносапёрный полк (Gebirgs-Pionier-Regiment 620)
- 26-й строительный полк (Bau-Regiment 26)
- 219-й строительный батальон (Bau-Bataillon 219)
- 18-й штрафной батальон (Feld-Strafgefangenen-Abteilung 18)
- 112-й и 153-й строительные батальоны из военнопленных (Bau-Bataillon (K) 112, 153)
- Sonderstab «Dauber» (? конвойные и/или заградительные части для военнопленных и штрафников, упомянутых выше?)
- ремонтные и иные тыловые службы корпуса

## Части армейского подчинения
- 1-й тяжёлый реактивный артиллерийский полк (schweres Werfer-Regiment 1) с батареями 28/32 cm Nebelwerfer, использовался побатарейно в полках РСЗО корпусов
- 310-я группа армейской артиллерии (Höherer Artillerie-Kommandeur 310, сокр. HArko 310)
- 781-й артиллерийский полк особого назначения (Artillerie-Regiment z.b.V. 781)

## Фотогалерея

Лето 1943 года
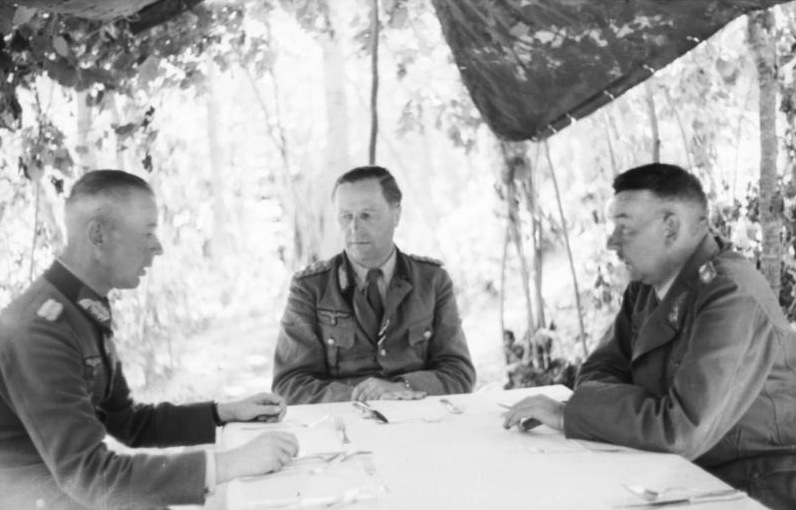
Вальтер Шаль де Больё, 168-я пд (слева) делает доклад. В центре Герман Брайт, 3-й ТК, справа сам командующий группировкой Вернер Кемпф.[прим. 7]
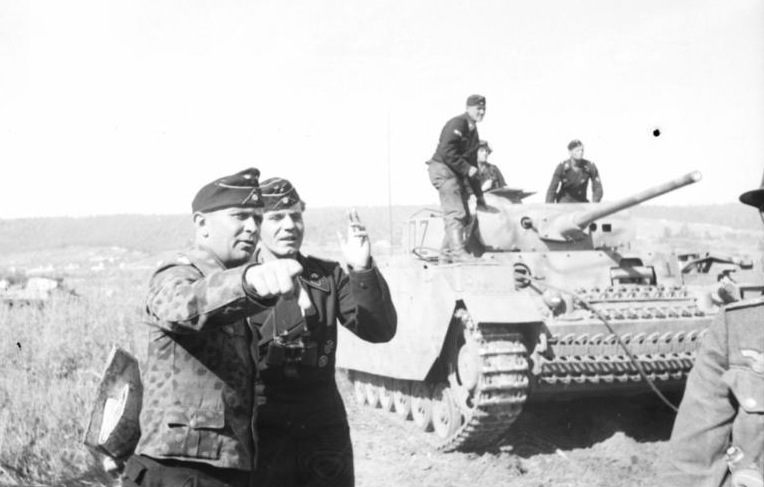
подполковник Адальберт Шульц, командир 25-го тп 7-й тд.
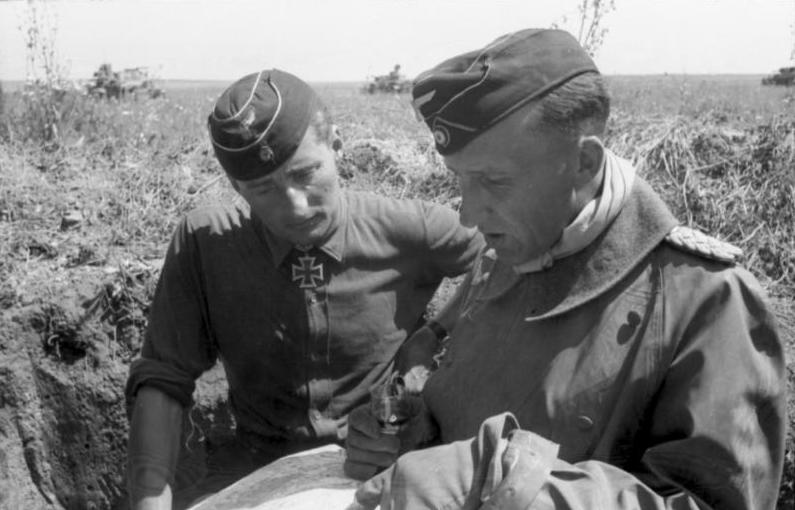
генерал-майор Вальтер фон Хюнерсдорф (справа), 6-я тд.
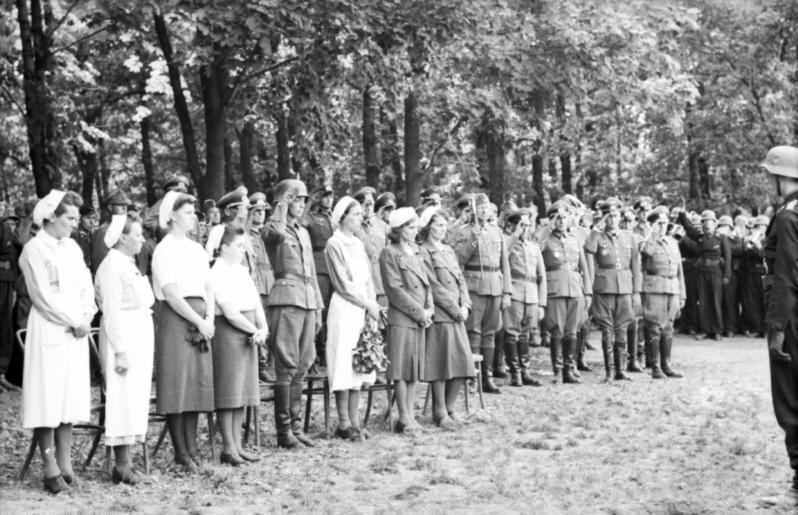
Похороны Вальтера фон Хюнерсдорфа на воинском кладбище в Харькове, 18 июля 1943 года. Держит жезл в салюте командующий ГА «Юг» Эрих фон Манштейн. Около него командующий 4-й ТА Герман Гот и командир 11-го корпуса Эрхард Раус. Женщина с цветами в центре — жена фон Хюнерсдорфа Ода (Oda), которая работала медсестрой в Харьковском госпитале.

## Печатные издания
- Battistelli P. Panzer Divisions: The Eastern Front 1941-43. — Oxford, UK: Osprey Publishing, 2008. — (Battle Orders). — ISBN 1846033381.
- Lodieu D. Le IIIe Panzer Korps à Koursk. — France: Histoir & Collections, 2008. — ISBN 2915239835.
- Newton S. Kursk: the German view: eyewitness reports of Operation Citadel by the German commanders. — USA: Da Capo Press, 2002. — ISBN 0306811502.
- Nipe G. Decision in the Ukraine, Summer 1943, II. SS and III. Panzerkorps. — Canada: JJ Fedorowicz Publishing, 1996. — ISBN 0921991355.
- Schneider W. Tigers in Combat. — USA: Stackpole Books, 1996. — Т. 1. — ISBN 0811731715.
- The Combat History of schwere Panzer-Abteilung 503 / Под ред. F. Steinhardt, A. Rubbel, R. Freiherr von Rosen. — Canada: JJ Fedorowicz Publishing, 2000. — ISBN 092199155X.

## Иные источники
- Altenburger, A. Lexikon der Wehrmacht (нем.). Дата обращения: 20 марта 2010. Архивировано 17 апреля 2012 года.
- Ankerstjerne, С. German unit markings during Unternehmen Zitadelle (Kursk) (англ.). Panzerworld — Germany's weapons and Panzer of World War II. Дата обращения: 20 марта 2010. Архивировано 17 апреля 2012 года.
- Awender, С. World War II day by day (нем.). Дата обращения: 20 марта 2010. Архивировано 17 апреля 2012 года.
- M. D. Miller, G. Collins. Axis Biographical Research (англ.). Дата обращения: 20 марта 2010. Архивировано 17 апреля 2012 года.
- Parada, G. Achtung Panzer! (англ.). Weider History Group. Дата обращения: 20 марта 2010. Архивировано 1 февраля 2010 года.
- Pipes, J. Feldgrau.com — research on the German armed forces 1918-1945 (англ.). Дата обращения: 20 марта 2010. Архивировано 17 апреля 2012 года.
- Reinbold, D. Das Reich — 2nd SS Panzer Division (англ.). Дата обращения: 20 марта 2010. Архивировано из оригинала 4 марта 2011 года.
- Wendel, M. Axis History Factbook (англ.). Дата обращения: 20 марта 2010. Архивировано 17 апреля 2012 года.